# Arthroceras pollinosum
Arthroceras pollinosum är en tvåvingeart som beskrevs av Samuel Wendell Williston  1886. Arthroceras pollinosum ingår i släktet Arthroceras och familjen snäppflugor. Inga underarter finns listade i Catalogue of Life.